# کیم هی وون (کارگردان)
کیم هی وون (کره‌ای: 김희원) کارگردان تلویزیونی اهل کره جنوبی است. یکی از شاخص‌ترین آثار او مجموعه تلویزیونی وینچنزو (۲۰۲۱) است. او کارگردانی گل پول (۲۰۱۷)، سقوط بر روی تو (۲۰۱۹)، زنان کوچک (۲۰۲۲) و ملکهٔ اشک (۲۰۲۴) را نیز بر عهده داشته است.